# 關西樹德醫院
24°47′30″N 121°10′38″E / 24.7915342°N 121.1771114°E
樹德醫院是一座位在臺灣新竹縣關西鎮的診所建築。

## 歷史
1936年，由建築師宋進松設計之樹德醫院建成於現址；當時，該建物為關西地區之地標，且為當地最早興建的鋼筋混凝土建築物之一。此後，陳雲芳醫師以該建物作其執業場所；他以外、內、兒、皮膚等科(尤其是痲疹、白喉)之診療服務聞名當地。1960年代中期，陳雲芳之長子陳秋馨自東京醫科大學畢業並加入診療行列，將診所擴大為關西鎮當時唯一提供住院服務的診療場所。90年代迄今，則由留美返台四男陳秋濤醫師負責經營。樹德醫院歷經日治時期、國民政府時期，也反映出台灣醫療在地方發展演進的一面鏡子。

## 構造設計
該建物為一和洋混合風格二層樓鋼筋混凝土建築物，其牆壁壁面採用乳黃色洗石子施作，屋頂覆蓋灰色日本瓦造，正面有八角窗與圓柱等構造。

## 周邊
- 關西太和宮